# Стежковий Василь Вікторович
Василь Вікторович Стежковий (нар. 16 серпня 1980, Одеса, УРСР) — український футболіст, захисник.

## Клубна кар'єра
Вихованець СДЮСШОР  «Чорноморця» (Одеса). Перший тренер — І.В. Іваненко. Грати починав в аматорській команді «Сигнал» (Одеса).
У 2000 році керівництво одеського «Чорноморця», що знаходиться під загрозою вильоту з вищої ліги пішло на омолодження складу й вперше з 80-х років XX століття звернулося за талантами в чемпіонат області. У числі запрошених новачків були Микола Вітвицький, Богдан Смішко і Василь Стежковий. Дебют Стежкового у вищій лізі відбувся 29 квітня 2000 року в грі проти «Таврії». Футболіст, який влітку 2003 року при Леоніді Гайдаржи вважався «одним з найперспективніших, а й універсальних виконавців в обоймі« Чорноморця»», вже взимку 2004 року за Семена Альтмана покинув клуб, не допрацювавши контракт, розрахований до літа.
Після відходу з «Чорноморця», Стежковий пробував працевлаштуватися в харківському «Металісті», але продовжив кар'єру в казахстанському «Таразі».

## Кар'єра в збірній
24 жовтня 2001 року зіграв 1 матч у футболці молодіжної збірної України проти однолітків з Румунії.
У складі студентської збірної України брав участь в XXII літній універсіаді, яка проходила в 2003 році в Тегу (Південна Корея). Українська футбольна команда посіла підсумкове 11-е місце. У матчі зі збірною Ірландії Василь Стежковий став другим після Андрія Єрохіна одеситом, який відзначився голом на всесвітньому студентському форумі.